# Mário Simas
Mário Simas (Horta, 16 de fevereiro de 1922 – 3 de janeiro de 2015) foi um nadador português. Competiu nos 100 metros costas masculinos nos Jogos Olímpicos de Verão de 1948.